# 西河站 (成都市)
西河站位于中国四川省成都市龙泉驿区成洛大道，是成都地铁4号线的高架侧式车站，于2017年6月2日启用。在施工阶段本站的工程名为“西河镇站”。

## 车站构造
西河站为地上两层桥建合一式结构侧式站台车站。总长125.9米，标准段宽度26.7米，结构总高19.498米，混凝土结构高6.65米，整体分为站台层、站厅层。车站为高架站，共设计有4个出入口、一个过街通道、2部无障碍电梯。站位呈东西向设置。站后接出入场线。车站总建筑面积8187.2平方米，体积为大于50000立方米。
| 地上 二层 | 侧式站台，右边车门将会开启      | 侧式站台，右边车门将会开启   | 侧式站台，右边车门将会开启 |
| 地上 二层 | 4号线列车往万盛方向（明蜀王陵） |                              |                            |
| 地上 二层 | 4号线列车终点站台               |                              |                            |
| 地上 二层 | 侧式站台，右边车门将会开启      |                              |                            |
| 地上 一层 | 站厅层                          | 出入口、自动售票机、车站商店 |                            |

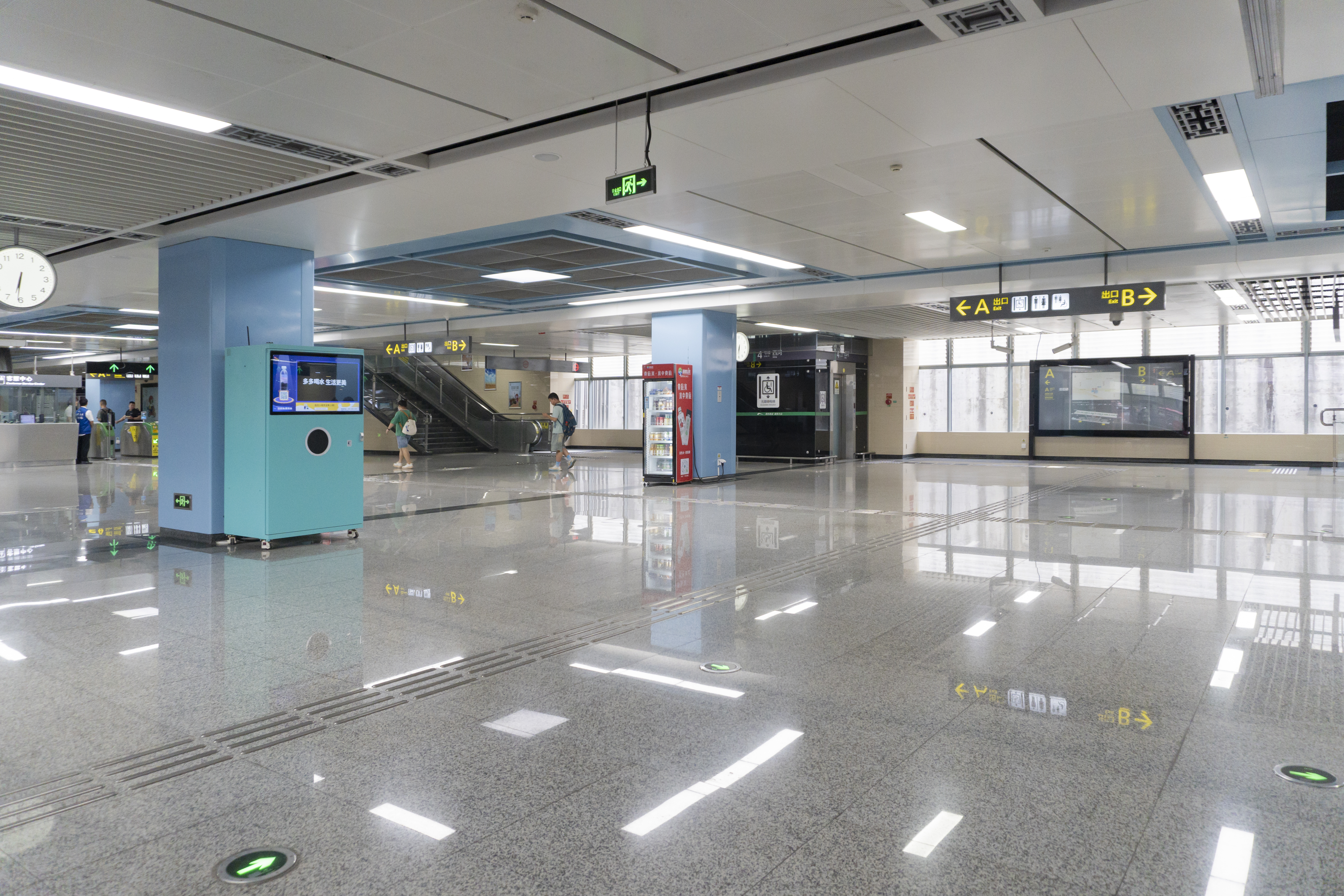
站厅层
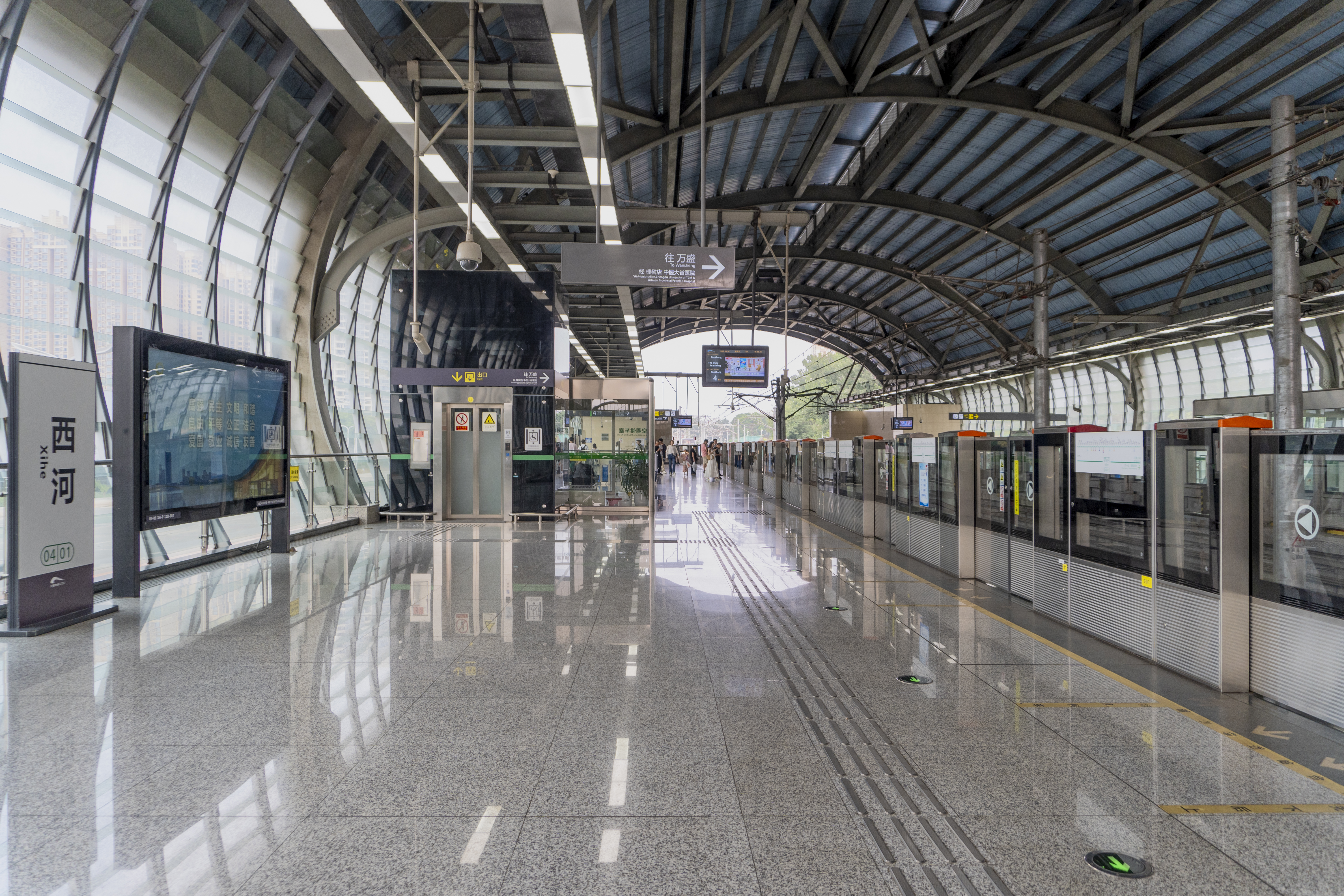
站台层

## 出入口信息
本站目前开放2个出入口。
| 出口编号 | 设施                    | 地点     | 可到达目的地 | 照片 |
| -------- | ----------------------- | -------- | ------------ | ---- |
|          |                         |          |              |      |
|          | 无障碍电梯 无障碍卫生间 | 成洛大道 |              |      |
| 出口 · B |                         | 成洛大道 | 螺丝路       |      |